# Sieben Werke der Barmherzigkeit (Caravaggio)
Die sieben Werke der Barmherzigkeit (italienisch Sette opere di Misericordia oder Nostra Signora della Misericordia) ist ein Gemälde Michelangelo Merisi da Caravaggios. Es entstand 1606 in der Stilepoche des Frühbarock als kirchliche Auftragsarbeit und befindet sich in der Kirche Pio Monte della Misericordia in Neapel. Es stellt Beispiele der Werke der Barmherzigkeit dar, eines Katalogs guter Taten, der auf das Evangelium nach Matthäus zurückgeht.

## Entstehung
Nachdem Caravaggio im Mai 1606 nach einer Partie Pallacorda seinen Gegner im Streit mit dem Schwert erschlagen hatte, floh er aus Rom, um sich der drohenden Strafverfolgung zu entziehen. Im September 1606 kam er nach Neapel, wo er durch Vermittler seiner Gönner aus der Familie Colonna rasch neue kirchliche Aufträge erhielt. Die sieben Werke der Barmherzigkeit ist nach einer (heute verlorenen) Madonnendarstellung das zweite Werk, das Caravaggio in Neapel fertigstellte. Am 7. Januar 1607 wurden ihm 370 Dukaten dafür ausbezahlt. Auftraggeber war die Confraternita del Pio Monte della Misericordia, eine Bruderschaft, die am 17. August 1601 von sieben jungen Neapolitaner Adligen gegründet worden war, die karitativ tätig werden wollten. Sie ließen eine Kirche errichten, für die Caravaggio das Altarbild malen sollte. Röntgenaufnahmen zeigen, dass er seine ursprüngliche Bildidee während des Malvorgangs änderte: So stand zunächst die trinkende Samson-Gestalt im Mittelpunkt, und über der Szenerie schwebten drei Engel. Wahrscheinlich auf Bitten der Auftraggeber ersetzte er den mittleren Engel durch eine Madonna mit Kind, da die Kirche auch Nostra Signora della Misericordia („Unsere liebe Frau von der Barmherzigkeit“) hieß. 1658 wurde die Kirche durch einen Neubau ersetzt, über dessen Altar Caravaggios Gemälde seitdem zu sehen ist.

## Beschreibung
Das Bild zeigt zwei deutlich geschiedene Personengruppen: Im oberen Teil sieht man Maria mit dem Jesuskind, von zwei sich umarmenden Engeln getragen, die in einer rotierenden Bewegung in das Geschehen unter ihnen hineinzufahren scheinen. Dort bewegen sich dicht gedrängt in einer nächtlichen Straße elf Personen, von denen manche nur teilweise zu sehen sind: Rechts am Bildrand gibt eine sich besorgt umschauende junge Frau einem alten Mann, der den Kopf aus einem Gitterfenster streckt, aus ihrer Brust zu trinken. Dahinter transportieren zwei Männer, von denen einer eine Fackel hält, einen Leichnam, von dem man nur die Füße sieht. In der Mitte des Bildes gibt ein elegant gekleideter junger Mann mit einem gefiederten Hut einem Nackten, der am Boden kauert, einen Teil seines roten Mantels. Neben und hinter ihnen stehen zwei Männer – der eine bärtig und mit Hut, vom anderen ist nur das nackte Bein zu sehen – im Gespräch mit einem Mann, der mit dem Finger nach links weist. Hinter dieser Gruppe steht ein großer Bärtiger, der Wasser aus einem Tierknochen trinkt. Und kaum zu erkennen kauert am linken unteren Bildrand eine weitere Gestalt, von der zunächst nur ein nackter Fuß zu erkennen ist. Als Modelle dienten Caravaggio, wie zuvor schon in Rom, einfache Einwohner der Stadt.

## Darstellungsweise
Das Bild ist in dem für Caravaggio typischen Chiaroscuro gehalten: Der gesamte Hintergrund und große Teile der Szenerie bleiben im Dunkel oder Halbdunkel, hell ausgeleuchtet sind dagegen die Arme der Engel, die stillende Frau und der Rücken des Nackten. Das Licht scheint von links oben zu kommen, seine Quelle befindet sich außerhalb des Bildes. Es ist ein „Zeigelicht“ – die im Bild dargestellte Lichtquelle, die Fackel, hat auf die dargestellten Lichtverhältnisse keinen Einfluss. Die beiden Personengruppen sind deutlich voneinander geschieden: Die Arme und Flügel der Engel sowie der sich bauschende Mantel der Madonna bilden eine Art Balkon, von dem sie und das Jesuskind auf das Treiben unter ihnen schauen. Der ausgestreckte Arm des Engels bildet eine senkrechte Verbindung zwischen beiden Szenen.

## Sujet

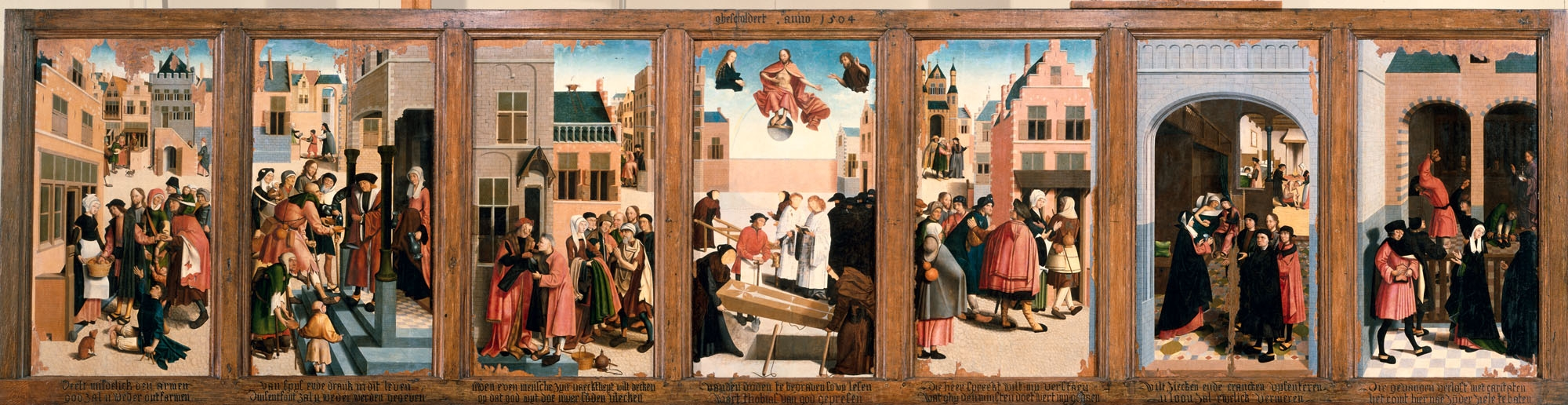
Darstellung der sieben Werke der Barmherzigkeit des Meisters von Alkmaar (1504)

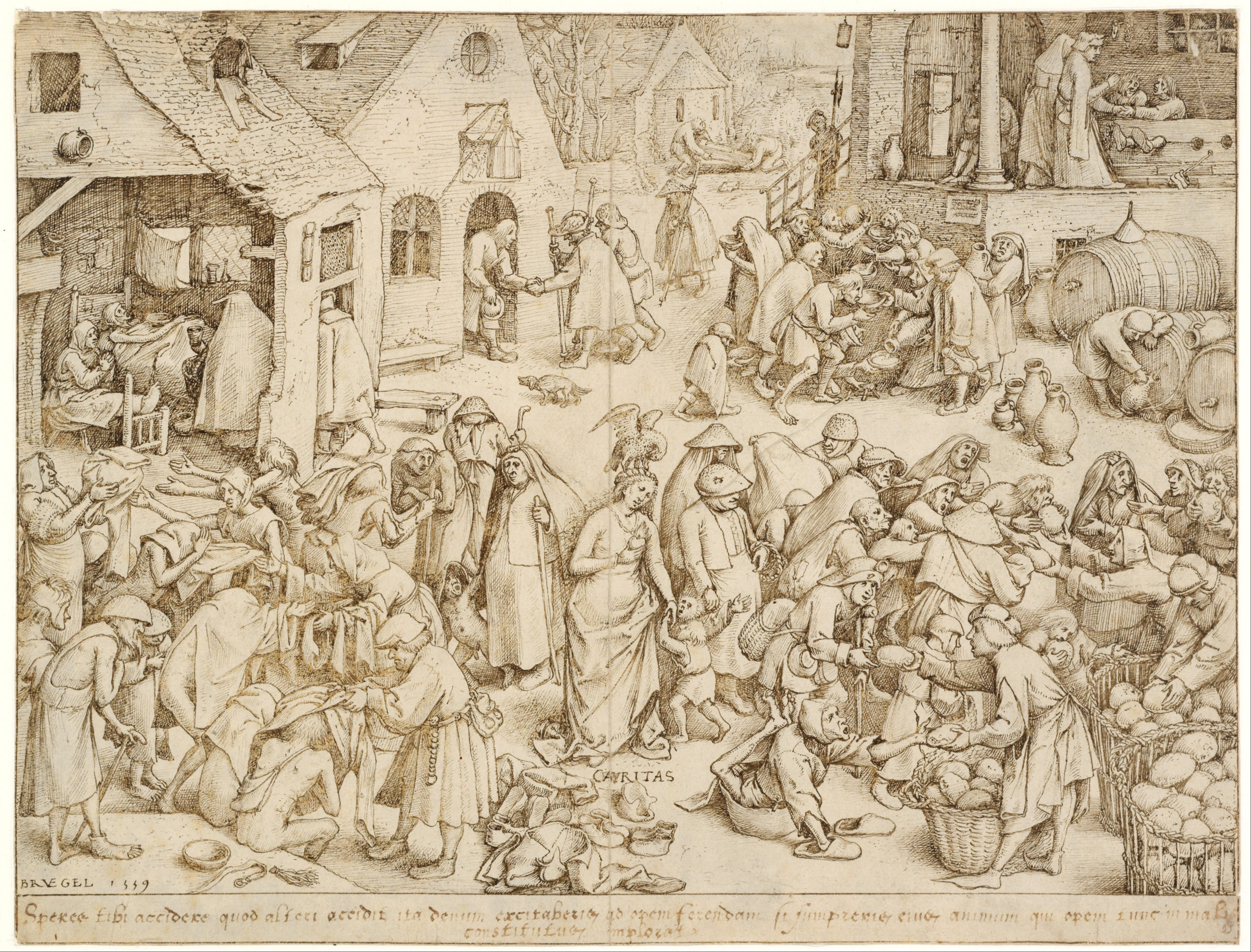
Caritas und die sieben Werke der Barmherzigkeit. Zeichnung von Pieter Brueghel dem Älteren (1559)

Das Thema der Werke der Barmherzigkeit geht auf die Eschatologische Rede Jesu Vom Weltgericht zurück, die in Mt 25,34–46  überliefert ist. Darin scheidet Jesus Christus im Jüngsten Gericht die Menschen nach ihrem Verhalten ihm gegenüber:
- ob sie ihm zu essen gaben, als er hungrig war,
- ob sie ihm zu trinken gaben, als er durstig war,
- ob sie ihn aufgenommen haben, als er fremd war,
- ob sie ihm Kleidung gaben, als er nackt war,
- ob sie ihn besuchten, als er krank war,
- ob sie zu ihm kamen, als er im Gefängnis war:

„Was ihr für einen meiner geringsten Brüder getan habt, das habt ihr mir getan“. Dieser Liste wurde im Mittelalter, um die Siebenzahl vollzumachen, noch das Bestatten der Toten hinzugefügt. Seit dem 12. Jahrhundert lassen sich Darstellungen dieses Themas finden, wobei es einen besonderen Schwerpunkt im 16. Jahrhundert gibt. Üblicherweise wurden Beispiele der sieben Werke als Serie unter einem Christus als Weltenrichter angeordnet. Eine Zusammenfassung aller sieben Werke in einer einzigen Szene findet sich bis dahin nur in der protestantisch geprägten flämischen Malerei, erstmals bei Pieter Brueghel der Ältere 1559.

## Deutung
Caravaggio fasste in seinem Bild die Werke der Barmherzigkeit in einer dichtgedrängten Szene zusammen, in der die dargestellten Personengruppen zum Teil gleich mehrere Werke symbolisieren: Die junge Frau, die den alten Mann stillt, ist Pero, die nach einer von Valerius Maximus überlieferten Legende dadurch ihrem Vater Cimon, der zum Tod durch Verhungern verurteilt worden war, das Leben rettete. Dieses Beispiel für lateinisch pietas wurde unter der Bezeichnung caritas Romana ein beliebtes Sujet der Malerei. Bei Caravaggio steht es für das Tränken der Durstigen, das Sättigen der Hungrigen und das Besuchen der Inhaftierten. Die Figurengruppe dahinter stellt das Bestatten der Toten dar, der Weißgekleidete mit der Fackel scheint ein Regularkleriker oder Diakon zu sein. Der junge Mann, der seinen Mantel mit einem Nackten teilt, ist der heilige Martin von Tours, und der Wirt, der dem Bärtigen einen Fingerzeig gibt, wo er bei ihm unterkommen kann, steht für die Aufnahme von Fremden. Dieser ist durch eine Muschel an seinem Hut als Pilger auf dem Jakobsweg zu erkennen. Dies könnte eine Anspielung auf den Brief des Jakobus sein, in dem es heißt: „So seht ihr nun, dass der Mensch durch Werke gerecht wird, nicht durch Glauben allein“ (Jak 2,24 ). Samson soll nach Ri 15,15–19  tausend Philister mit nichts als dem Kinnbacken eines Esels erschlagen haben. Danach hatte er großen Durst und betete um Wasser, was Gott ihm aus eben diesem Eselsknochen spendete. Dieses Beispiel verwundert, denn das Tränken des Durstigen erfolgte nicht durch einen mildtätigen Menschen, sondern durch ein Wunder, also durch Gott selbst. Das Besuchen der Kranken scheint zu fehlen, doch wird die kauernde Figur unten links als ein Krüppel gedeutet, der ebenfalls vom heiligen Martin besucht würde. Die Gedrängtheit der Figurenanordnung machte es den zeitgenössischen Betrachtern in der dunklen Kirche schwer, alle Werke der Barmherzigkeit in Caravaggios Bild zu erkennen: Laut dem Kunsthistoriker Ralf van Bühren muss es für sie „unausweichlich fast ein Wimmelbildspiel“ gewesen sein.

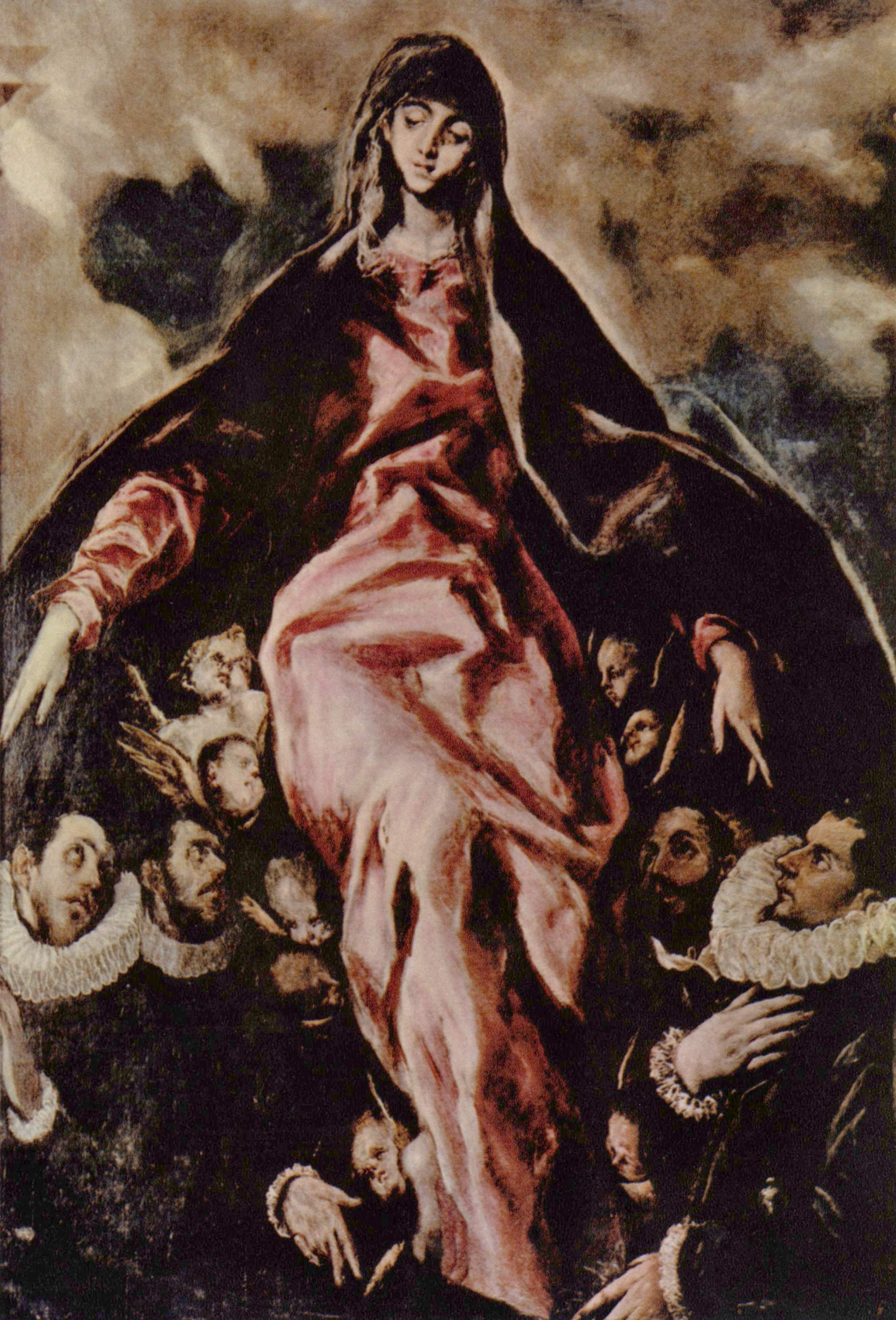
El Greco: Die Madonna der Barmherzigkeit, um 1604: Eine Schutzmantelmadonna
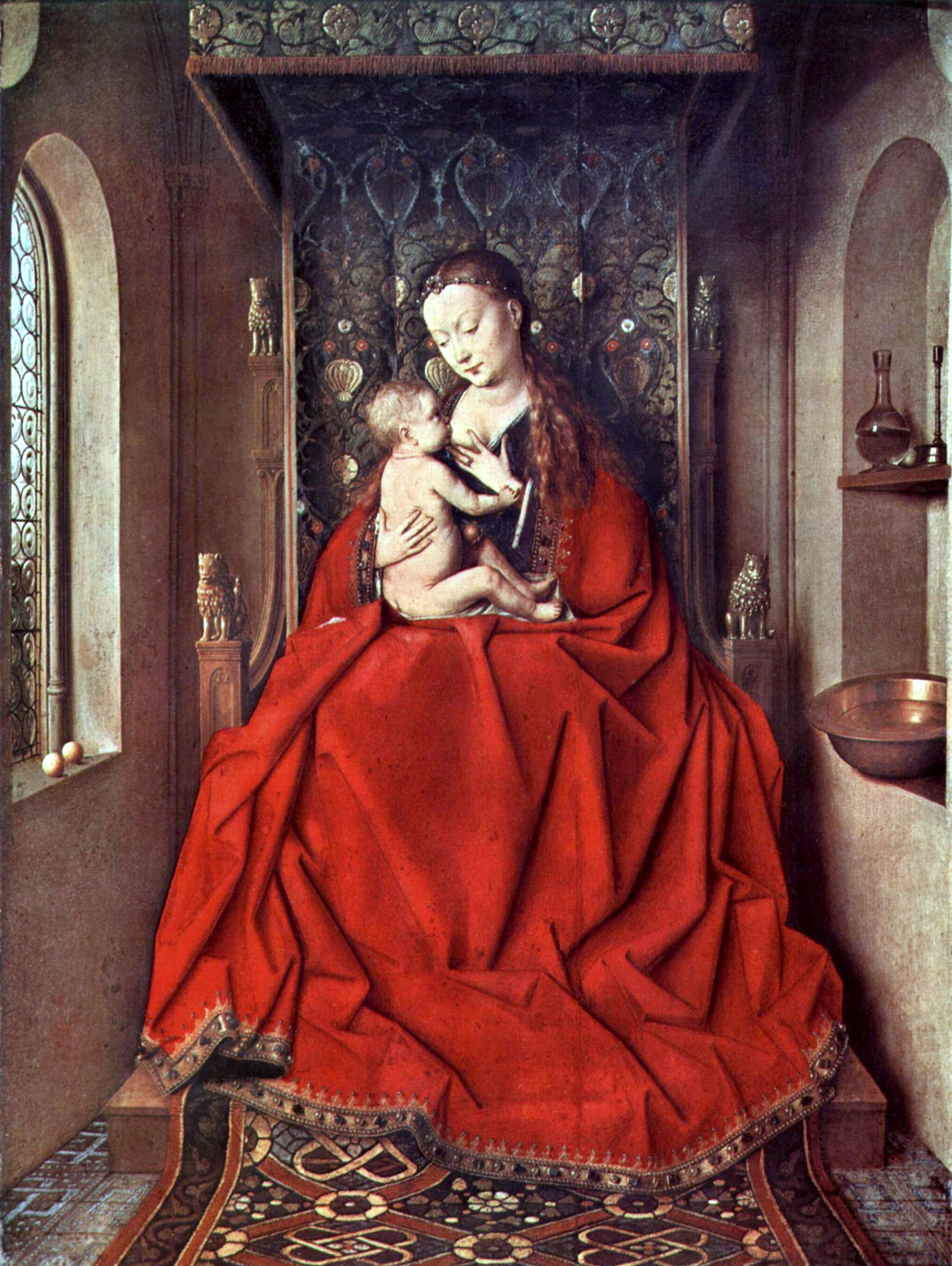
Jan van Eyck: Lucca-Madonna, ca. 1437/1438: Eine Madonna Lactans.

Auch in der Darstellung des Göttlichen wich Caravaggio von dem für dieses Sujet Üblichen ab. Statt eines Christus Pantokrator setzte er über die menschlichen Szenen die Madonna mit dem Kind, das hier auch deutlich kein Säugling mehr ist. Typisch wäre eine Schutzmantelmadonna gewesen, die unter ihrem weiten Mantel die Menschen barmherzig birgt. Doch Caravaggio ließ den Mantel weithin flattern, ohne dass er in Berührung mit den Menschen unter ihr kam. Nicht einmal die Fackel, deren Flamme er gefährlich nahekommt, entzündet ihn. Es scheint überhaupt keinen physischen Kontakt zwischen den beiden Bildteilen zu geben. Verschiedene Kunstwissenschaftler sehen eher Andeutungen auf eine Madonna Lactans, also eine stillende Madonna, in der ihre Muttermilch die göttliche Gnade den büßenden Seelen im Fegefeuer spendet. Nach Ralf van Bühren ist dagegen das von außerhalb des Bildes einfallende Licht eine Metapher für die Gnade Gottes, die es den Menschen erst ermöglicht, die dargestellten Werke der Barmherzigkeit zu vollbringen. Auffallend sei auch, dass Maria, der Jesusknabe und die Engel in derselben realistischen Weise dargestellt sind wie die Menschen unter ihnen: Himmel und Erde würden so zu einer metaphysischen Einheit zusammengefasst, die die dargestellten Menschen aber nicht wahrnähmen – sie blicken alle ernst und bedürfen weiterhin der Erlösung: Nur die Betrachter, die sich außerhalb des Bildes befinden, nähmen diese Einheit wahr. Die göttliche Gnade könne man nämlich nicht sehen, sondern nur durch Glauben erfahren.
Alessandro Giardino hält es für möglich, dass sich die Disparität der Bildwelten, aus denen Caravaggio seine Figuren nahm (heidnische Antike, Altes Testament, Hagiographie) dadurch erklären lässt, dass er eine weitere, nämlich astrologische Sinnebene einbauen wollte. Am Gründungstag der Confraternita habe Mars im Sternbild des Krebses in Konjunktion zu Venus gestanden, was Caravaggio durch die Kombination des Heiligen Martin (der Name ist etymologisch von Mars abgeleitet) mit zwei Venus-Gestalten angedeutet habe: der himmlischen Venus als Jungfrau Maria und der irdischen Venus als Pero mit entblößter Brust.

## Rezeption
Der britische Kunsthistoriker John M. Gash bezeichnet die Sieben Werke der Barmherzigkeit als „vielleicht das erste gänzlich barocke Altarbild“. In einer neuen, unerschrockenen Nüchternheit komme Caravaggios Einsicht in die Natur des Menschen den glühenden Idealen der Gegenreformation näher als je zuvor.